# Oliver Gehrs
Oliver Gehrs (* 1968) ist ein deutscher Journalist, Autor, Herausgeber und Verleger.

## Leben
Oliver Gehrs studierte an der FU Berlin Politik, Kommunikationswissenschaften und Wirtschaft und besuchte anschließend die Berliner Journalisten-Schule.
Von 1996 bis 1997 leitete er die Medienseite der taz. Im Anschluss bis 1999 arbeitete er als Medienautor bei der Berliner Zeitung. Von 1999 bis 2001 war Gehrs als Wirtschaftskorrespondent im Berliner Büro des Spiegels tätig, von 2001 bis 2002 leitete er die Berlin-Seite der Süddeutschen Zeitung. Ende 2003 gründete er den Dummy Verlag und gab erstmals das dreimonatlich erscheinende Magazin Dummy heraus, dessen Mit-Herausgeber er bis heute ist. Seit 2008 ist die Dummy Verlag GmbH auch für die Redaktion des fluter – Magazin der Bundeszentrale für politische Bildung verantwortlich, seit Juni 2014 auch für die Website fluter.de. Gehrs lebt in Berlin.
Als Medienkritiker schrieb Gehrs auch für andere Zeitungen und Zeitschriften wie etwa die Frankfurter Rundschau, den Tagesspiegel oder das Medium Magazin.  Auf dem Berlin-Portal WatchBerlin der Verlagsgruppe Georg von Holtzbrinck veröffentlichte Gehrs vom Frühjahr 2007 bis Ende 2008 ein Videoblog. Darin unterzog er unter der Rubrik »Blattschuss!« in erster Linie den Spiegel einer differenzierten Blattkritik. Andere Zeitungen und Journalisten fanden ebenso sein Interesse.
Neben seiner journalistischen Tätigkeit trat Gehrs auch in mehreren Filmen auf. So in der Rolle des Dr. Martin Feurich in „Heil“ (2015), einer Komödie des Regisseurs Dietrich Brüggemann. Dieser besetzte Gehrs auch in den beiden SWR-Tatort-Produktionen „Stau“ (2017) und mit der Rolle des „Udo“ in „Das ist unser Haus“ (2021).

## Publikationen
- Der Spiegel-Komplex. Wie Stefan Aust das Blatt für sich wendete. Droemer Knaur, München 2005, ISBN 3-426-27343-8
- "Das große DUMMY-Buch – Das Beste und Schlimmste aus 30mal Magazinmachen", Kein & Aber, Zürich 2011
- "Das beste Spiel aller Zeiten"; Herausgeber mit Fons Hickmann und Markus Büsges, Kein & Aber, Zürich 2014
- DUMMY-Buch Volume II – Unfassbar, was wir so gedruckt haben. Das Beste und Schlimmste aus 50 Mal Magazinmachen; DUMMY Verlag Berlin, 2023